# Sfânta Liturghie
Sfânta Liturghie (armeană: Սուրբ Պատարագ Surb Patarag; bulgară: Божествена литургия Bozhestvena liturgiya; georgiană: საღმრთო ლიტურგია saghmrto lit'urgia; greacă: Θεία Λειτουργία Theia Leitourgia; rusă: Божественная литургия Bozhestvennaya liturgiya; sârbă:  Света Литургија sau Sveta Liturgija, turca: Kutsal Litürji) este serviciul euharistic din tradiția bizantină a liturghiei creștine. Ca atare, acesta este utilizat în bisericile ortodoxe și cele catolice răsăritene. În tradiția Bisericii Ortodoxe Române, se folosește frecvent sintagma „Sfânta și Dumnezeiasca Liturghie”. Creștinii armeni, atât cei din Biserica Apostolică Armeană cât și membrii Bisericii Catolice Armene, folosesc același termen. Unii ortodocși orientali folosesc termenul de "darul sfânt" (siriacă: qurbana qadisha) pentru liturghiile lor euharistice. Termenul este uneori aplicat și liturghiilor euharistice de rit apusean, roman, deși termenul de Misă este mult mai frecvent utilizat. Liturghia se oficiază în biserică în fiecare duminică și în zilele de sărbătoare.
În tradiția răsăriteană a Bisericii Creștine, Sfânta Liturghie este interpretată ca un moment în care timpul și spațiul nu există, ci credincioșii participanți ajung în comuniune cu divinitatea. Gradul mare de simbolistică și înțeles în comportamentul liturgic, este intenționat să separe de prezent și să transforme întregul serviciu religios într-un moment cu însemnătate deosebită.

## Istoric
Liturghia este conform tradiției bisericești adaptarea serviciului religios principal al sinagogii evreiești, preluat ca moștenire de către primii creștini cu citirea Scripturii și comentarea avizată pe o temă și un eveniment anume descris. Acest serviciu a fost preluat ca și Liturghia Catehumenilor. A doua jumătate a serviciului religios, dezvoltat în secolele următoare și modelat după pătimirea, răstignirea și învierea lui Iisus Hristos, are ca punct focal Euharistia, ca moment de rememorare, celebrare și asumarea a jertfei realizate de către acesta odată pentru toate generațiile viitoare.

## Structură
Pentru creștinii răsăriteni care celebrează liturghia în cadrul ritului bizantin, structura acesteia variază astfel:
- Liturghia Sf. Ioan Gură de Aur, cea mai des folosită pe parcursul unui an liturgic.
- Liturghia Sfântului Vasile cel Mare, se slujește în primele cinci duminici ale Postului Paștilor, în Ajunul Crăciunului (24 decembrie), în Ajunul Bobotezei (5 ianuarie), pe 1 ianuarie (praznicul Sf. Vasile cel Mare), în Joia Mare și în Sâmbăta Mare; această liturghie este cea mai veche dintre cele trei.
- Liturghia Darurilor mai înainte sfințite, se oficiază de obicei miercurea și vinerea în perioada Postului Paștilor, dar nu și în Vinerea Mare, care este zi aliturgică (ca și lunea și marțea primei săptămâni din Postul Mare). Se mai slujește și pentru sărbătorile mai importante din post dacă acestea cad în zilele de luni până vineri. Pentru acest tip de liturghie nu există anaforă.

Fiecare liturghie are trei mari părți: Proscomidia, Liturghia Catehumenilor și Liturghia Credincioșilor.

## Vezi și
- Liturghia ortodoxă (bizantină)

## Legături externe
- The Divine Liturgy of St. John Chrysostom Arhivat în 31 august 2019, la Wayback Machine. in English
- The Divine Liturgy of St. John Chrysostom in English
- The Divine Liturgy of St. Basil the Great in English
- The Divine Liturgy of the Presanctified Arhivat în 5 februarie 2007, la Wayback Machine. in English
- The Divine Liturgy of St. James the Holy Apostle and Brother of the Lord in English (ancient, early Liturgy)
- The Lenten Liturgies in English
- The Divine Liturgies Music Project Byzantine music in English for the  Liturgies of St. John, St. Basil, St. James and the Presanctified
- The Divine Liturgy of the Russian Orthodox Church Arhivat în 15 ianuarie 2007, la Wayback Machine. in English/Church Slavonic, including music (midi, mp3)
- Photos of Divine Liturgy Arhivat în 13 februarie 2007, la Wayback Machine. from Russia
- The Divine Liturgy of St. John Chrysostom  in Hellenistic New Testament Greek (Koine) and Modern Demotic Greek
- The Divine Liturgy of St. John Chrysostom Arhivat în 5 aprilie 2014, la Archive.is as it practised daily, in Koine Greek
- The Divine Liturgy of St. John Chrysostom Arhivat în 5 aprilie 2014, la Archive.is as it practised at Sundays, in Koine Greek
- The Divine Liturgy of St. John Chrysostom Arhivat în 17 februarie 2013, la Archive.is as it practised with a deacon, in Koine Greek
- The Divine Liturgy of St. Basil the Great Arhivat în 5 aprilie 2014, la Archive.is in Koine Greek
- The Divine Liturgy of St. James Arhivat în 9 august 2013, la Archive.is Presanctified, in Koine Greek
- Textos litúrgicos ortodoxos Arhivat în 24 octombrie 2020, la Wayback Machine. Spanish translations of the Orthodox Liturgical texts (Serbian Patriarchate)

Oriental Orthodox Christian
- The Divine Liturgy of the Syriac Orthodox Church
- Download Coptic/Arabic Holy Liturgies in mp3 format from St-Takla.org
- Coptic Liturgy of St. Basil Arhivat în 5 martie 2012, la Wayback Machine. Full text with explanations and commentary
- Coptic Liturgy of St. Mark Arhivat în 5 februarie 2012, la Wayback Machine. Full text (also known as the Liturgy of St. Cyril)
- Coptic Liturgy of St. Gregory Arhivat în 24 mai 2012, la Wayback Machine. Full text with footnotes
- Ethiopian Divine Liturgy Arhivat în 4 iulie 2008, la Wayback Machine.
- Armenian Divine
- In Remembrance of the Lord Arhivat în 5 martie 2016, la Wayback Machine.
- Arak29 Badarak (Armenian Divine Liturgy) Arhivat în 2 aprilie 2012, la Wayback Machine.
- Armenian Badarak Arhivat în 5 ianuarie 2008, la Wayback Machine. Commentary
- Analysis of the Armenian Divine Liturgy

### Muzică
- Cântările Dumnezeieștii Liturghii interpretate de Corul Bizantin al Patriarhiei Române